# Puente Fabricio
El puente Fabricio o ponte dei Quattro Capi es un puente construido sobre el río Tíber, en la ciudad de Roma (Italia), que data de la antigua República romana. Se levantó en el año 62 a. C., siendo el más antiguo de los de ese periodo que se conserva en su estado original. El puente salva el río Tíber para unir el Campo de Marte con el lado este de la isla Tiberina (el puente Cestio se encuentra al oeste de la isla). El nombre de «quattro capi» (cuatro cabezas) hace referencia a las dos hermas de cuatro cabezas de Jano, el dios de las dos caras, que fueron trasladadas aquí desde la cercana iglesia de San Gregorio (Monte Savello) en el siglo XIV.

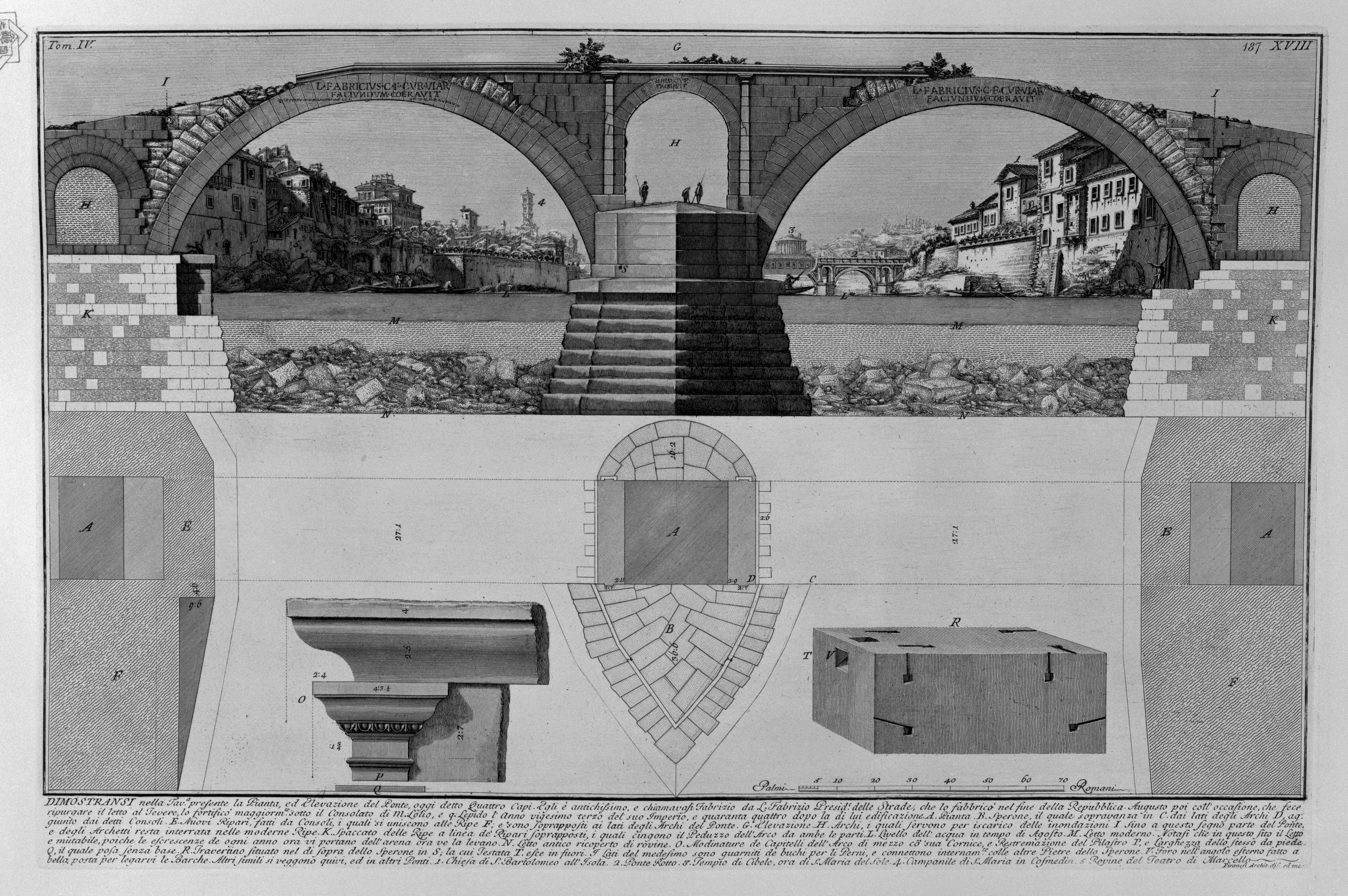
Pons Fabricius como aparece en un grabado de Piranesi de 1756

Según el historiador y senador romano Dion Casio, el puente fue construido en el 62 a. C., el año después de que Cicerón fuera nombrado cónsul; para reemplazar a un primitivo puente de madera que había sido destruido en un incendio. Fue encargado por Lucio Fabricio, curator viarum aquel año y miembro de la gens Fabricia. Desde la antigua Roma, ha continuado en uso desde entonces.
El puente tiene una longitud de 62 m, y 5,5 m de ancho. Está construido a partir de dos amplios arcos, apoyados en un pilar central en medio del cauce. Su núcleo está construido de toba y su revestimiento exterior actualmente está hecho de ladrillo y travertino.

## Inscripción
Una inscripción original en el travertino conmemora su constructor en latín, L . FABRICIVS . C . F . CVR . VIAR | FACIVNDVM . COERAVIT | IDEMQVE | PROBAVIT. (Lucio Fabricio, Hijo de Gayo, superintendente de las vías, se hizo cargo y asimismo aprobó su construcción). Se repite en ambos lados de cada uno de los dos arcos principales del puente.
Existe otra inscripción en letras más pequeñas, que registra que el puente fue posteriormente restaurado por el Papa Inocencio XI, en 1679.